# Frank Martin (Le Transporteur)
 (décembre 2019).
Si vous disposez d'ouvrages ou d'articles de référence ou si vous connaissez des sites web de qualité traitant du thème abordé ici, merci de compléter l'article en donnant les références utiles à sa vérifiabilité et en les liant à la section « Notes et références ».
 (décembre 2019).
- Si vous ne connaissez pas le sujet, laissez ce bandeau (vous pouvez alors contacter les auteurs).
- Si vous supprimez le contenu mis en cause (vous pouvez préalablement contacter les auteurs),

argumentez précisément cette suppression dans la page de discussion
(un manque de référence n'est pas un argument ; une recherche réelle de référence doit avoir été effectuée, être formellement documentée).
Frank Martin Jr. est un personnage de fiction créé par Luc Besson et Robert Mark Kamen. Il est interprété au cinéma par Jason Statham dans la trilogie, Chris Vance dans la série télévisée et Ed Skrein dans le reboot.
Il est initialement de héros réticent. Il est décrit comme un ancien agent du Special Air Service qui était le chef d'équipe d'une unité de recherche et destruction. Ses antécédents militaires incluent des opérations au et hors du Liban, de la Syrie et du Soudan. Il s'en va après avoir été fatigué et désabusé par ses officiers supérieurs. En termes simples, il en a eu assez de voir ses meilleurs efforts se venger des mêmes personnes qui le paient pour faire le travail. Il met donc ses compétences à profit pour devenir chauffeur privé.

## Biographie fictive

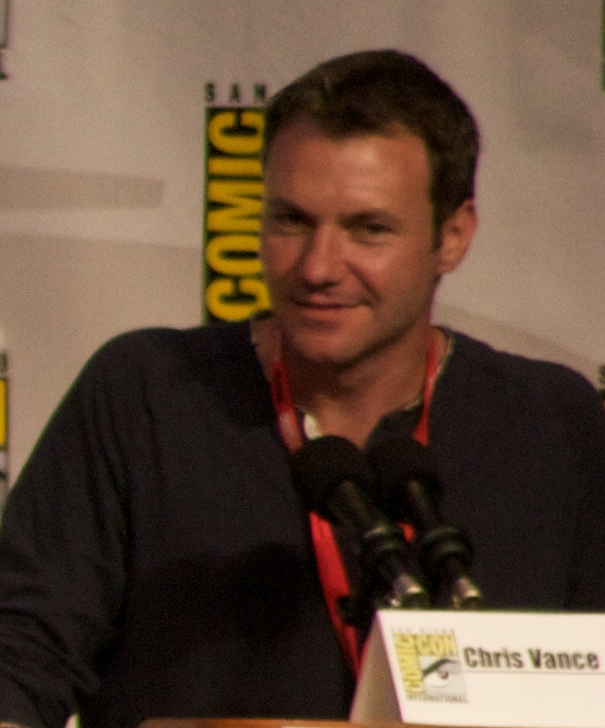
Chris Vance interprète Frank Martin dans la série.

Son pays d'origine est flou. Statham semble parler avec un accent Cockney, mêlant son propre accent anglais d'estuaire à un accent européen et peut-être aussi générique à celui des Appalaches américains, suggérant qu'il pourrait être européen, britannique ou américain. qui peut avoir passé beaucoup de temps dans un autre pays. Dans Le Transporteur, il a été démontré que Frank Martin avait reçu la Bronze Star. Dans la série télévisée, il a été révélé qu'il avait été enrôlé dans l'armée britannique puis transféré à Special Air Service.
Il est également indiqué dans la deuxième saison de la série télévisée que Frank a perdu son père à moins de dix ans, alors que dans le film de réamorçage Le Transporteur : Héritage, son père, qui est vivant et va bien, a révélé être un ancien espion britannique, qui s'est retiré de Londres pour reconstruire sa relation avec son fils.
Frank a déjà acquis une bonne réputation dans son travail secondaire et secret, tout en maintenant une vie apparemment légitime, vivant de sa pension de l'armée. Cependant, il a réussi à attirer les soupçons de la police en France, où il vivait tranquillement près de la côte.

### Vie privée
Dans la deuxième saison de Le Transporteur, il a été révélé que Frank entretenait des relations étroites avec une diplomate de l'ONU Zara Knight, dont l'enlèvement avait été orchestré par un transporteur rival et l'ennemi juré de Frank, Olivier Dassin. Zara, à l'époque, était en négociation d'un accord de paix lorsqu'elle a attiré l'attention d'un marchand d'armes, Armand Burton, qui jouait les deux côtés anonymes pour des imbéciles et que la paix allait lui coûter des milliards de dollars. Elle a été forcée de disparaître et de travailler pour Burton en échange de la protection d'un enfant qui s'est révélé être elle et le fils de Frank, à son insu.

## Description
Peut-être grâce à ses antécédents militaires, Frank est décrit comme ayant une expertise en matière d'explosifs, de surveillance, de combat au corps à corps et de conduite évasive. L'accent est mis sur ses compétences en tant que conducteur accompli, capable de mener des manœuvres apparemment impossibles tout en gardant le contrôle parfait de son véhicule. Frank est souvent engagé dans un combat au corps à corps, devant improviser avec des armes non conventionnelles contre ses adversaires. Frank est également un tireur d'élite accompli.

### Caractéristiques
Frank Martin porte un uniforme composé d'un costume noir, d'une chemise blanche et d'une cravate noire. Il porte également des montres Panerai Chronographe, utilisant un PAM 74 dans le premier film, un PAM 196H dans le deuxième film et un PAM 212 dans le troisième film. Frank insiste également sur le minutage et la ponctualité. Il maintient régulièrement l'anonymat de ses clients, sous les pseudonymes du Transporteur, ou plus simplement du chauffeur, conformément à sa deuxième règle.

### Véhicules

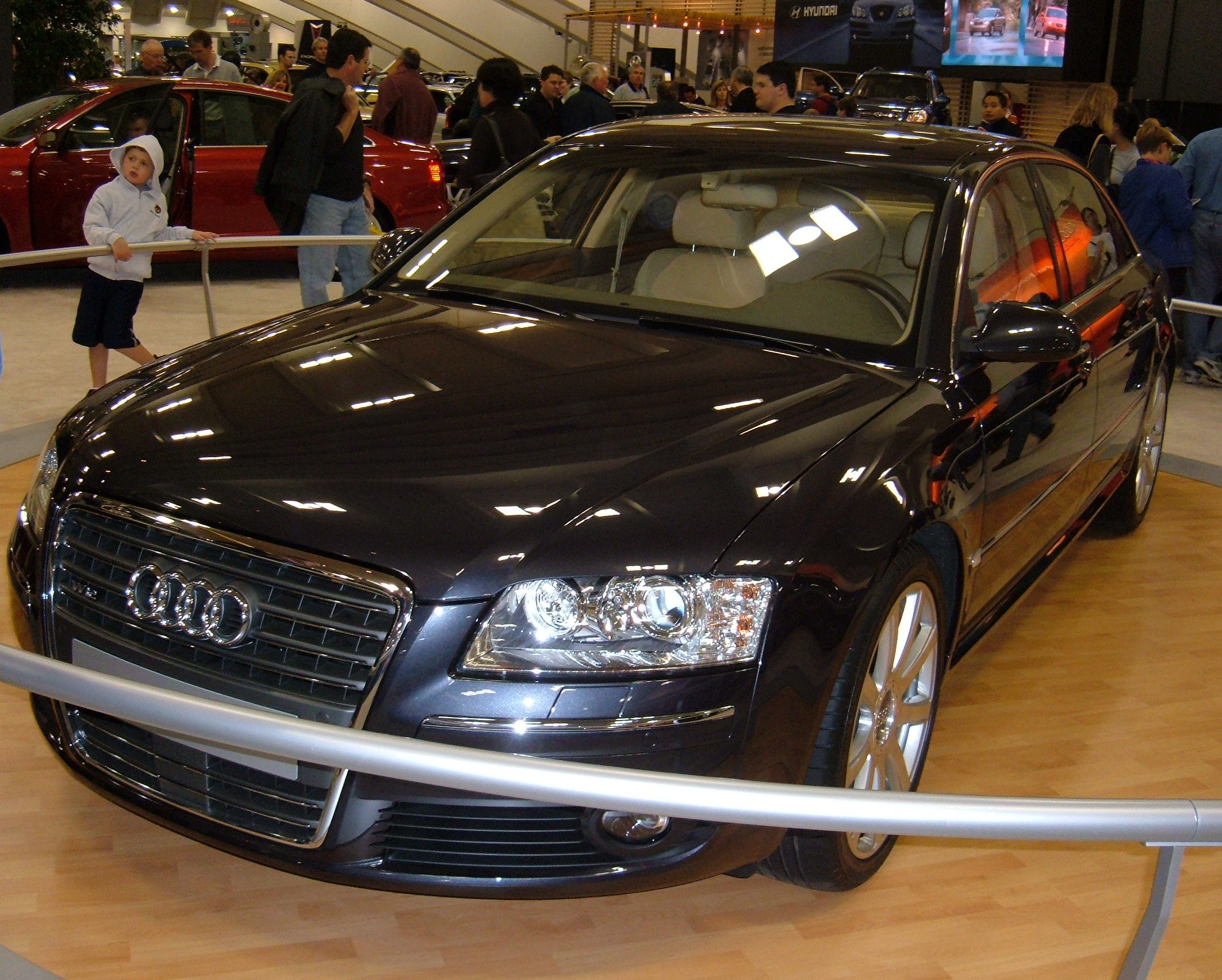
Une Audi A8 W12 noire, voiture utilisée dans Le Transporteur 2.

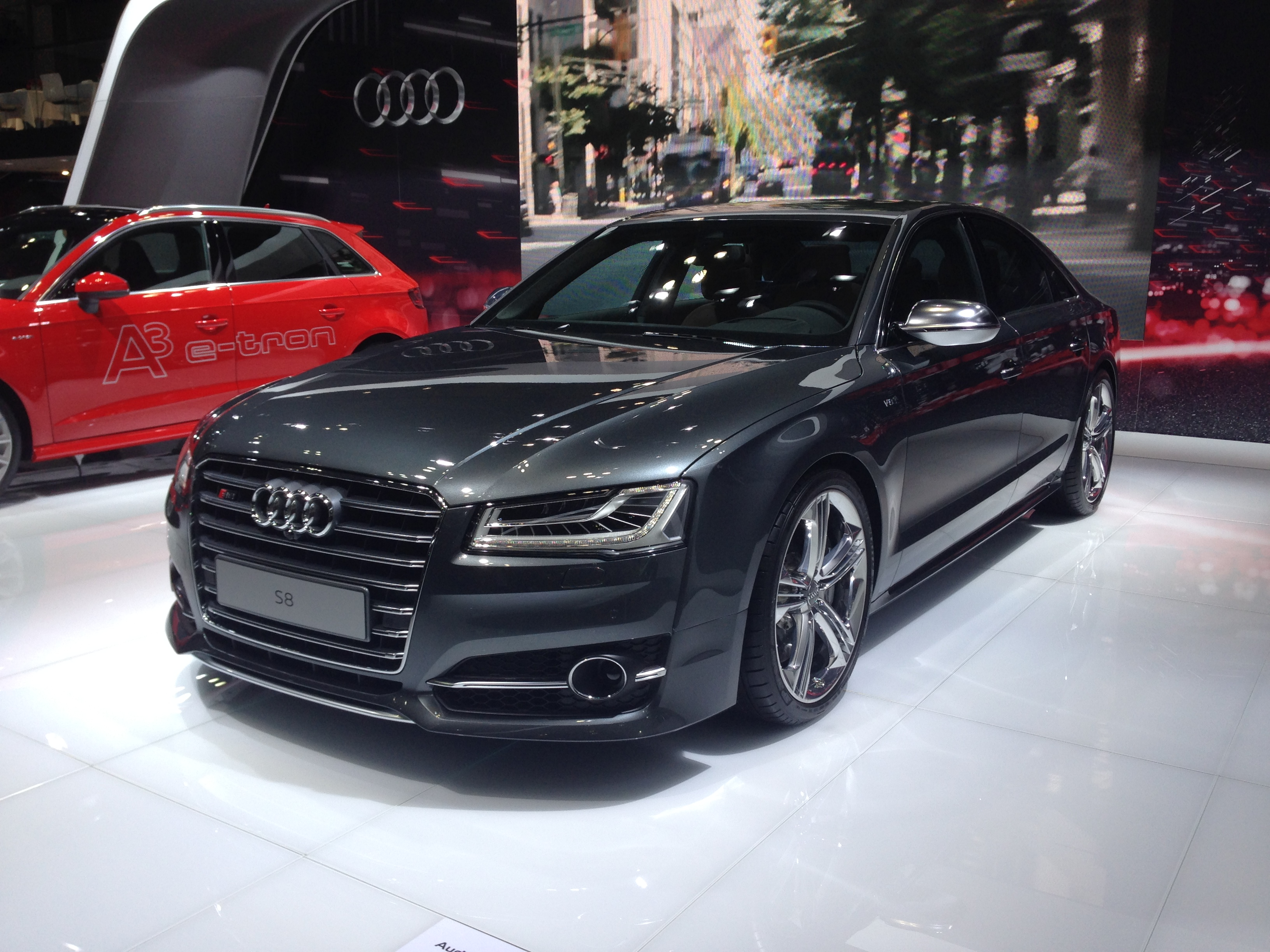
Une Audi S8 D4 comme celle utilisé dans Le Transporteur : Héritage.

Au fil des films et de la série télévisée, Frank Martin a été présenté comme préférant les grandes et puissantes berlines allemandes :
- BMW Série 7 E38 et Mercedes-Benz Sonderklasse (Type 140) dans Le Transporteur
- 6.0 W12 dans Le Transporteur 2
- 6.0 W12 dans Le Transporteur 3
- 4.2 V8 dans Le Transporteur[1],[2]
- Audi S8 D4 dans Le Transporteur : Héritage

## Règles
Frank Martin exerce son activité dans le respect de règles strictes, qu’il ne craint pas de rompre et s’attend à ce que ses clients les respectent ou soient confrontés à une rupture de contrat. Ses règles sont :
- « Ne jamais changer le deal »
- « Pas de noms »
- « Ne jamais ouvrir le paquet »
- « Ne faites jamais une promesse que vous ne pouvez pas tenir »

Bien qu'au début, ces règles puissent sembler inutilement strictes, leur importance est illustrée lorsque Frank est embauché pour transporter trois hommes, mais quatre arrivent d'un hold-up de banque. Leur expliquant que l’accord concernait un nombre précis de passagers ayant un poids spécifique et que carburant et suspension étaient spécifiquement conçus pour atteindre la destination, le gang est obligé de tuer l'un des leurs.
La violation par Frank de ses propres règles est le thème central du Transporteur.
Règles de la voiture :
- « Respecte la voiture d'un homme et l'homme te respectera »
- « Salue l'homme »
- « Ceinture de sécurité »
- « Ne bois jamais de café dans la voiture »

Dès la deuxième saison de Le Transporteur, Frank Martin vieillissant, révèle qu'il ne vit plus en établissant des règles, mais en respectant une, ce qui lui permet de mener à bien le travail qu'il a confié à n'importe quel client. Toutefois, la règle no 3 est mentionnée une fois lorsque Frank exprime un bref regret de ne pas avoir vérifié la validité du colis qu'il était censé livrer.
« Si vous prenez soin de la voiture, la voiture prendra soin de vous ».